# 海姆達爾冰川
海姆達爾冰川（英語：Heimdall Glacier），是南極洲的冰川，位於維多利亞地，處於西格弗里德峰和西格蒙德峰以東的阿德默勒爾蒂山脈地區，以北歐神話的海姆達爾命名，現時由南極條約體系管理。